# Apellido (guerra)
Antiguamente, en los reinos hispánicos medievales, se llamaba apellido (del bajo latín, apellare, llamar, y appellitum, convocación, llamamiento) a la señal que se daba a las gentes de un territorio o a los soldados para aprestarse a tomar las armas en base a la legislación o fueros de cada lugar, bajo penas económicas o punitivas en caso de omisión de tal ayuda. Era una convocatoria urgencia por lo que generalmente era de carácter defensivo a diferencia de la hueste o fonsado o la cabalgada. En el caso de Cataluña el equivalente era conocido por el somatén.

## Descripción
Era un llamamiento hecho por motivo de urgencia a los vecinos para que saliesen a la defensa de la población acometida o para perseguir a los enemigos o gentes comarcanas que hubiesen entrado en su territorio, prendando ganados o causando otros daños. Así se recogen en las Siete Partidas (Partida II, título XXVI, ley XXIV):

Apellido quiere tanto decir como voz de llamamiento que facen los I homes para ayuntarse et defender lo suyo quando resciben daño ó fuerza: et esto se face por muchas señales, asi como por voces de homes, ó de compañas, ó de trompas, ó de añafiles, ó de cuernos, ó de a tambores, ó por otra señal qualquier que faga sueno ó mostranza que oyan ó vean de lueñe, asi como atalayas ó almenaras segunt los homes lo ponen ó lo usan entre sí. Pero estos apellidos son en dos maneras, los unos que se facen en tiempo de paz, et los otros en guerra: et nos 
queremos fablar en cada uno dellos segunt los antiguos lo mostraron, et primeramente de aquellos que en paz son fechos. Onde decimos que tarnbien en los unos apellidos como en los otros todos aquellos que los oyeren deben salir luego s para ellos asi de pie como de caballo, et ir en pos aquellos quel daño les facen: et por ende los que en tiempo de paz salieren en apellido débenlo seguir fasta que cobren lo suyo que perdieron: et despues que lo hobieren cobrado non deben seguir á aquellos que gelo levaron para facer les mal.

Así pues, la señal del apellido se hacía por medio de pregones, trompetas, o campanas y para aviso de los vecinos que se hallaban fuera de la villa solían poner hogueras en puntos altos. (Glosario del fuero de las cavalgadas). 
Bien el rey, el señor del lugar o un municipio solían ser quienes lanzaban este llamamiento. 
Juan de Mariana cita el término en su Historia General de España
Apellidáronse los naturales y apercibíanse para hacer resistencia (lib. 1, cap. 17)
Se llamaba apellidero al que llamaba y concurría al apellido, tal como se cita en el Fuero de Cáceres: aquellos apellideros que fueren en apellido.